# گلوکوکیناز
گلوکوکیناز (انگلیسی: Glucokinase) یک آنزیم است که در انسان توسط ژن «GCK» کُدگذاری می‌شود و کارش فسفریله کردن گلوکز و تبدیل آن به گلوکز ۶-فسفات (G6P) است. این آنزیم در کبد و لوزالمعده انسان و بیشتر مهره‌داران یافت می‌شود و نقش مهمی در تنظیم متابولیسم کربوهیدرات دارد و همچون یک حسگر گلوکز عمل می‌کند و متابولیسم این قند مهم را به‌دنبال تغییرات سطح آن (مثلاً پس از غذا خوردن یا گرسنگی طولانی) تحت تأثیر قرار می‌دهد.
گلوکوکیناز در واقع یکی از ایزو آنزیم‌های هگزوکیناز است و از لحاظ هم‌ساخت‌شناسی به دست‌کم ۳ هگزوکیناز دیگر شباهت دارد.

## اهمیت بالینی
جهش در این ژن منجر به بروز انواع غیرعادی از دیابت (MODY2) و هیپوگلیسمی می‌شود. در حال حاضر چندین شرکت داروسازی مشغول پژوهش و ساخت داروهایی هستند که با فعال‌سازی گلوکوکیناز بتواند در درمان دیابت نوع ۲ مؤثر باشند.